# Utraquisten

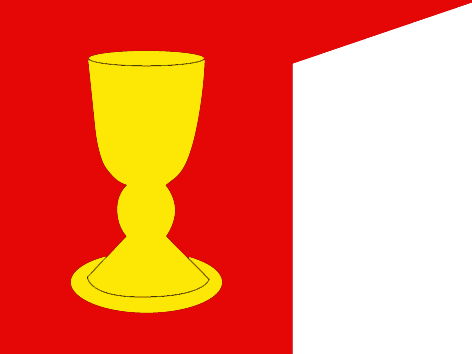
Calixtijnse banier

De utraquisten (ook: calixtijnen) zijn aanhangers van de leer die het avondmaal (communie, eucharistieviering) in beide vormen - zowel brood als wijn (sub utraque specie) - uitvoert aan de leken.
Het principe werd in 1414 voor het eerst bekendgemaakt door Jacob van Mies professor aan de Universiteit van Praag. Al eerder werd het door Jan Hus onder invloed van de ideeën van John Wyclif een Engelse theoloog en onderzoeker, verwerkt in zijn protestants georiënteerde leer. De namen utraquisten en calixtijnen werden later gebruikt door de gematigde hussieten. De radicalere tak van de hussieten stond bekend als de taborieten.